# Tricina
La tricina è un composto derivato dall'amminoacido glicina.
Viene usato nella pratica di laboratorio come tampone con un pK di 10 qualora sia impossibile utilizzare il tampone fosfato. Pur essendo un composto non pericoloso, non sono disponibili dati certi sulla tossicità e cancerogenicità del composto che pertanto va manipolato con opportune protezioni.
La molecola in presenza di lipidi o micelle può far ruotare tutti i suoi gruppi polari sullo stesso lato, lasciando che la parte apolare si addentri nella fase lipidica, in questo modo la molecola si dispone all'interfase, questo spiega perché in presenza del composto si ritrovino alterate alcune proprietà delle micelle.
Questa proprietà è condivisa dall'HEPES che come la tricina fa parte dei tamponi zwitterionici.